# Raión de Bélaya Glina
El raión de Bélaya Glina (del ruso: Белогли́нский райо́н) es uno de los treinta y siete raiones en los que se divide el krai de Krasnodar, en Rusia. Está situado en el área septentrional oriental del krai. Limita al sureste con el raión de Krasnogvardéiskoye del krai de Stávropol, al nordeste con los raiones de Peschanokópskoye, Tselina y Yegorlýkskaya  del óblast de Rostov, y al oeste con el raión de Novopokróvskaya del krai de Krasnodar. Tiene una superficie de 1 470 km² y contaba con una población de 32 551 habitantes en 2010 Su centro administrativo es Bélaya Glina.
Abarca una zona de llanuras en el curso superior de los ríos Rasipnaya o Mekletá, y parte del curso del Kalaly, todos de la cuenca del río Yegorlyk, y por tanto de la del Don a través del Manych.

## Historia
El raión fue formado el 2 de junio de 1924 como parte del ókrug de Salsk del óblast del Sudeste. Desde el 16 de noviembre de 1924 la región pasó a formar parte del krai del Cáucaso Norte, a partir del 10 de enero de 1934 del krai de Azov-Mar Negro, y desde el 13 de septiembre de 1937, del territorio del krai de Krasnodar.
El 22 de agosto de 1953, entraron en la composición del raión tres soviets rurales del anulado raión de Ilínskaya: Novolokinskaya, Turkinski y Uspénskaya. El territorio del raión fue integrado en el territorio del raión de Novopokróvskaya el 1 de febrero de 1963 y restablecido en sus fronteras anteriores el 30 de diciembre de 1966.

## Demografía
| Año  | Población |
| ---- | --------- |
| 1959 | 36 401    |
| 1970 | 38 420    |
| 1979 | 35 832    |
| 1989 | 33 459    |
| 2002 | 33 477    |
| 2009 | 32 554    |
| 2010 | 32 551    |

## División administrativa
El raión se divide en cuatro municipios rurales, que engloban 14 localidades:
| Municipios de tipo rural        | Poblaciones* |
| ------------------------------- | --- |
| Municipio rural Beloglínskoye   | - selo Bélaya Glina |
| Municipio rural Novopávlovskoye | - selo Novopávlovka - selo Kuleshovka - jútor Mekletá |
| Municipio rural Uspénskoye      | - stanitsa Uspénskaya - stanitsa Novolokinskaya - jútor Turkinski                                                                                          |
| Municipio rural Tsentrálnoye    | - posiólok Tsentralni - posiólok Vostochni - posiólok Západni - posiólok Maguistralni - posiólok Sadovi - posiólok Selektsioni - posiólok Semiónovodcheski |

*Los centros administrativos están resaltados en negrita.

## Economía y transporte
La principal actividad económica de la región es la agricultura, y sus perspectivas de crecimiento económico se hallan vinculadas al desarrollo de la producción agrícola que la industria que la procesa. En la región se hallan trece sociedades colectivas, y cerca de cuatrocientas granjas y pequeñas empresas agrícolas. En general, se cultivan cereales, girasoles, frutales y remolacha azucarera, y se crían animales para la obtención de productos lácteos y carne.
A través del raión pasa la línea férrea Krasnodar-Volgogrado y la carretera de Tijoretsk a Salsk. La carretera Rostov-Stávropol pasa por Maguistralni.